# Chirosia histricina
Chirosia histricina este o specie de muște din genul Chirosia, familia Anthomyiidae. A fost descrisă pentru prima dată de Camillo Rondani în anul 1866. Conform Catalogue of Life specia Chirosia histricina nu are subspecii cunoscute.